# وادي دوقة
وادي دوقة هو وادي يقع في مركز دوقة التابع لمحافظة القنفذة التابعة لمنطقة مكة المكرمة غرب المملكة العربية السعودية ويبلغ طول الوادي حوالي 100 كم وهو من بلاد بني حرام من قبيلة كنانة.

## وصلات خارجية
- موقع إمارة منطقة مكة المكرمة